# Eros
Trong thần thoại Hy Lạp, Eros là vị thần tình yêu. Thần Eros luôn mang một cây cung và những mũi tên ái tình bên mình. Khi Eros bắn những mũi tên này vào một ai đó thì người đó ngay lập tức sẽ yêu người khác giới đầu tiên gặp. Thần Eros được coi như tương đương với thần Cupid trong thần thoại La Mã.

## Với Psyche

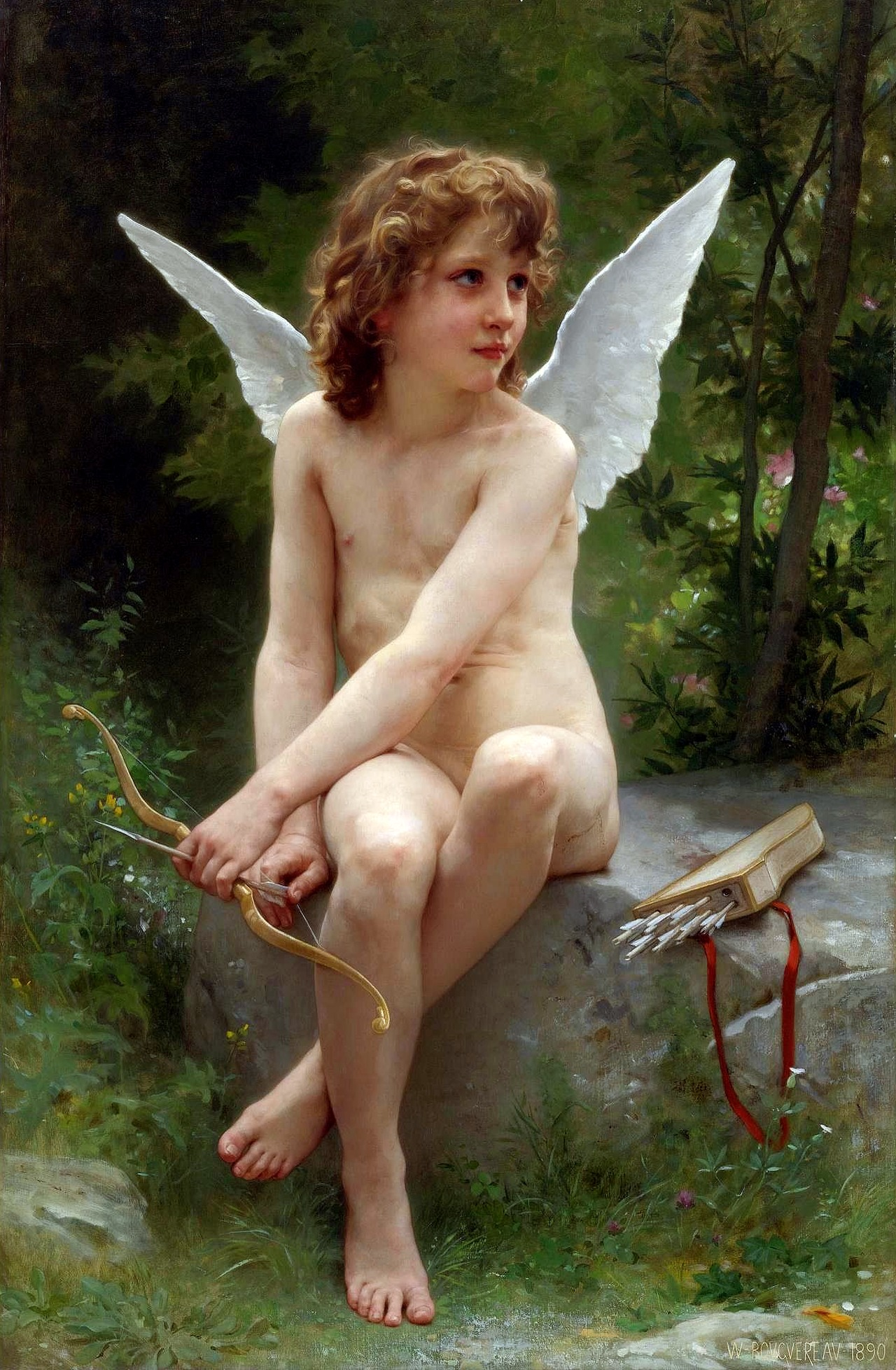
Họa phẩm về Eros